# Lochristi
Lochristi là một đô thị ở tỉnh Oost-Vlaanderen. Đô thị này bao gồm các thị xã Beervelde, Lochristi, Zaffelare và Zeveneken. Tại thời điểm ngày 1 tháng 1 năm 2006, Lochristi có tổng dân số 20.111 người. Tổng diện tích là 60,34 km² với mật độ dân số là 333 người trên mỗi km².